# بودان بوندارنکو
بودان بوندارنکو (اوکراینی: Богдан Вікторович Бондаренко؛ زادهٔ ۳۰ اوت ۱۹۸۹) یک ورزشکار دو و میدانی اهل اوکراین است. او قهرمان سال ۲۰۱۳ جهان و ۲۰۱۴ اروپا می‌باشد و در رقابتهای المپیک سال ۲۰۱۶ مدال برنز دریافت کرده‌است.

## رکوردهای رقابتهای جهانی
| سال             | مسابقه                                      | محل برگزاری            | مقام            | توضیحات         |                 |
| نماینده اوکراین | نماینده اوکراین                             | نماینده اوکراین        | نماینده اوکراین | نماینده اوکراین | نماینده اوکراین |
| --------------- | ------------------------------------------- | ---------------------- | --------------- | --------------- | --------------- |
| ۲۰۰۶            | World Junior Championships                  | پکن، جمهوری خلق چین    | سوم             | ۲٫۲۶ متر        |                 |
| ۲۰۰۷            | European Junior Championships               | هنگلو، هلند            | نهم             | ۲٫۱۴ متر        |                 |
| ۲۰۰۸            | World Junior Championships                  | بیدگوشچ، لهستان        | اول             | ۲٫۲۶ متر        |                 |
| ۲۰۰۹            | European Indoor Championships               | تورین، ایتالیا         | نهم             | ۲٫۲ متر         |                 |
| ۲۰۱۱            | European U23 Championships                  | استراوا، جمهوری چک     | اول             | ۲٫۳۰ متر        |                 |
| ۲۰۱۱            | Universiade                                 | شنژن، جمهوری خلق چین   | اول             | ۲٫۲۸ متر        |                 |
| ۲۰۱۱            | ۲۰۱۱ دئگو                                   | دئگو، کره جنوبی        | پانزدهم         | ۲٫۲۸ متر        |                 |
| ۲۰۱۲            | مسابقات قهرمانی ۲۰۱۲ اروپا                  | هلسینکی، فنلاند        | یازدهم          | ۲٫۲۹ متر        |                 |
| ۲۰۱۲            | دو و میدانی در بازی‌های المپیک تابستانی ۲۰۱۲ | لندن، بریتانیا         | هفتم            | ۲٫۲۹ متر        |                 |
| ۲۰۱۳            | مسابقات قهرمانی ۲۰۱۳ اروپا                  | گیتس‌هد، بریتانیای کبیر | اول             | ۲٫۲۸ متر        |                 |
| ۲۰۱۳            | ۲۰۱۳ مسکو                                   | مسکو، روسیه            | اول             | ۲٫۴۱ متر        |                 |
| ۲۰۱۴            | مسابقات قهرمانی ۲۰۱۴ اروپا                  | زوریخ، سوئیس           | اول             | ۲٫۳۵ متر        |                 |
| ۲۰۱۴            | Continental Cup                             | مراکش (شهر), مراکش     | اول             | ۲٫۳۷ متر        |                 |
| ۲۰۱۵            | ۲۰۱۵ پکن                                    | پکن                    | دوم             | ۲٫۳۳ متر        |                 |